# Тейлор, Томас, 3-й маркиз Хедфорт
Томас Тейлор, 3-й маркиз Хедфорт (англ. Thomas Taylour, 3rd Marquess of Headfort; 1 ноября 1822 — 22 июля 1894) — англо-ирландский аристократ и консервативный политик, титулованный лорд Кенлис с 1822 по 1829 год и граф Бектив с 1829 по 1870 год.

## Биография
Родился 1 ноября 1822 года. Старший сын Томаса Тейлора, 2-го маркиза Хедфорта (1787—1870), и Оливии Стивенсон (ум. 1834), дочери сэра Джона Эндрю Стивенсона (1761—1833).
Он был верховным шерифом графства Мит в 1844 году, графства Каван в 1846 году и графства Уэстморленд в 1853 году. С 1852 по 1853 год он был государственным управляющим лорда-лейтенанта Ирландии. В 1854 году граф Бектив сменил своего тестя на посту члена парламента от Уэстморленда, будучи консерватором.
Он сменил своего отца на посту маркиза Хедфорта 6 декабря 1870 года. Он также унаследовал титул своего отца барона Кенлиса в Пэрстве Соединённого королевства и таким образом получил место в Палате лордов. Его сын Томас Тейлор заменил его в Палате общин от Уэстморленда.
Томас Тейлор был ирландским масоном, был посвящен в ложу № 244 (Келлс, Ирландия) и служил провинциальным великим мастером Мита с 1888 года до своей смерти и погребения в Верджинии, графство Каван, в 1894 году . Он также был английским масоном и принадлежал к ряду масонских орденов. В частности, он служил великим государем (главой ордена) масонского и военного ордена Красного Креста Константина с 1866 по 1874 год.

## Семья
20 июля 1842 года граф Бектив женился на Амелии Томпсон (ум. 4 декабря 1864), дочери лорда-мэра Лондона Уильяма Томпсона (1792—1854). У них было семеро детей:
- Томас Тейлор, граф Бектив[англ.]  (11 февраля 1844 — 15 декабря 1893), с 1867 года был женат на леди Энн Мэри Хилл, дочери Артура Хилла, 4-го маркиза Дауншира, от брака с которой у него было две дочери. С 1870 по 1893 год он носил титул учтивости — граф Бектив.
- Достопочтенный Уильям Артур Тейлор  (5 марта 1845 — 1 декабря 1845)
- Леди Эвелин Амелия Тейлор  (8 августа 1846 — 10 июля 1866)
- Леди Мадлен Оливия Сьюзен Тейлор  (30 января 1848 — 27 января 1876), муж с 1873 года достопочтенный Чарльз Фредерик Крайтон (1841—1918), сын Джона Крайтона, 3-го графа Эрна. У супругов было двое детей
- Леди Аделаида Луиза Джейн Тейлор  (24 июня 1849 — 7 ноября 1935)
- Леди Изабель Фрэнсис Тейлор  (10 мая 1853 — 17 ноября 1909), с 1872 года замужем за сэром Фицроем Августом Толботом Клейтоном (1834—1913). Мать троих детей, в том числе сэра Гарольда Клейтона, 10-го баронета (1877—1951)
- Леди Флоренс Джейн Тейлор  (21 июня 1855 — 16 августа 1907), с 1875 года замужем за Сомерсетом Максвеллом, 10-м бароном Фарнхемом (1849—1900), от брака с которым у неё было шестеро детей.

Его жена Амелия умерла 4 декабря 1864 года. 29 ноября 1875 года он снова женился на Эмили Констанции Тинн (1840 — 16 июля 1926), дочери преподобного лорда Джона Тинна (1798—1881) и Энн Констанции Бересфорд, внучке Томаса Тинна, 2-го маркиза Бата. У них было двое детей:
- Леди Беатрикс Тейлор  (6 января 1877 — 3 мая 1944), муж с 1903 года достопочтенный сэр Джордж Фредерик Стэнли (1872—1938)
- Джеффри Тейлор, 4-й маркиз Хедфорт (12 июня 1878 — 29 января 1943), преемник отца.

Его старший сын Томас Тейлор, граф Бектив, скончался в 1893 году, за несколько месяцев до своего отца, и поэтому маркизат перешел к Джеффри, единственному сыну маркиза Хедфорта от второго брака.